# Lama glama
Il lama (Lama glama Linnaeus, 1758) è un grosso camelide originario del Sudamerica. 
È una specie domestica che deriva dal Guanaco e a questo assomiglia per la morfologia e per il comportamento. La maggioranza dei lama presenti in natura è costituita da soggetti allevati allo stato brado e non da vere e proprie popolazioni selvatiche. Vista la sua docilità e robustezza, era l’animale domestico più diffuso in epoca preispanica.
Talvolta, il termine "lama" viene utilizzato più genericamente per indicare tutte e quattro le specie sudamericane appartenenti alla famiglia Camelidae: il lama propriamente detto, la vigogna, l'alpaca e il guanaco.
Le dimensioni maggiori e una testa meno tonda sono le caratteristiche che differenziano il lama dall'alpaca. Le differenze fra cammello e lama sono invece assai più numerose, manifestazione fenotipica della più antica separazione filogenetica. La differenza più evidente è l'assenza di gobbe nel lama.
Esistono due razze domestiche di Lama: i Lama K'ara (o Q'ara) o Pelada sono più grandi e robusti e con il pelo più corto perché erano stati selezionati per la soma; mentre i Lama Chaku o Lanuda sono più piccoli e con il pelo più lungo e venivano allevati più per il vello.

## Etimologia e scoperta
"Lama" era un termine utilizzato dai peruviani per designare quella piccola popolazione di animali che, prima della conquista spagnola, erano gli unici ungulati addomesticati del paese. Tali animali erano allevati non solo per il loro valore quali bestie da soma, ma anche per la loro carne, la lana, e le pelli conciate. Essi erano dunque utilizzati al posto dei cavalli, dei buoi, delle pecore e delle capre del Vecchio Mondo. Oggi, invece, il termine "lama" è utilizzato per indicare una specie in particolare anche se, in certi casi, viene ancora mantenuto il suo senso generico (comprendendo così tutte e quattro le specie di camelidi sudamericani). In Nordamerica, si sta diffondendo l'allevamento dei lama non solo per ottenere fibre tessili, ma anche perché essi sono degli ottimi guardiani di greggi, che proteggono dagli attacchi dei coyote. Si difende sputando gli acidi dell'intestino.
In italiano esiste anche il termine "camelopecora", non comune.

## Alimentazione

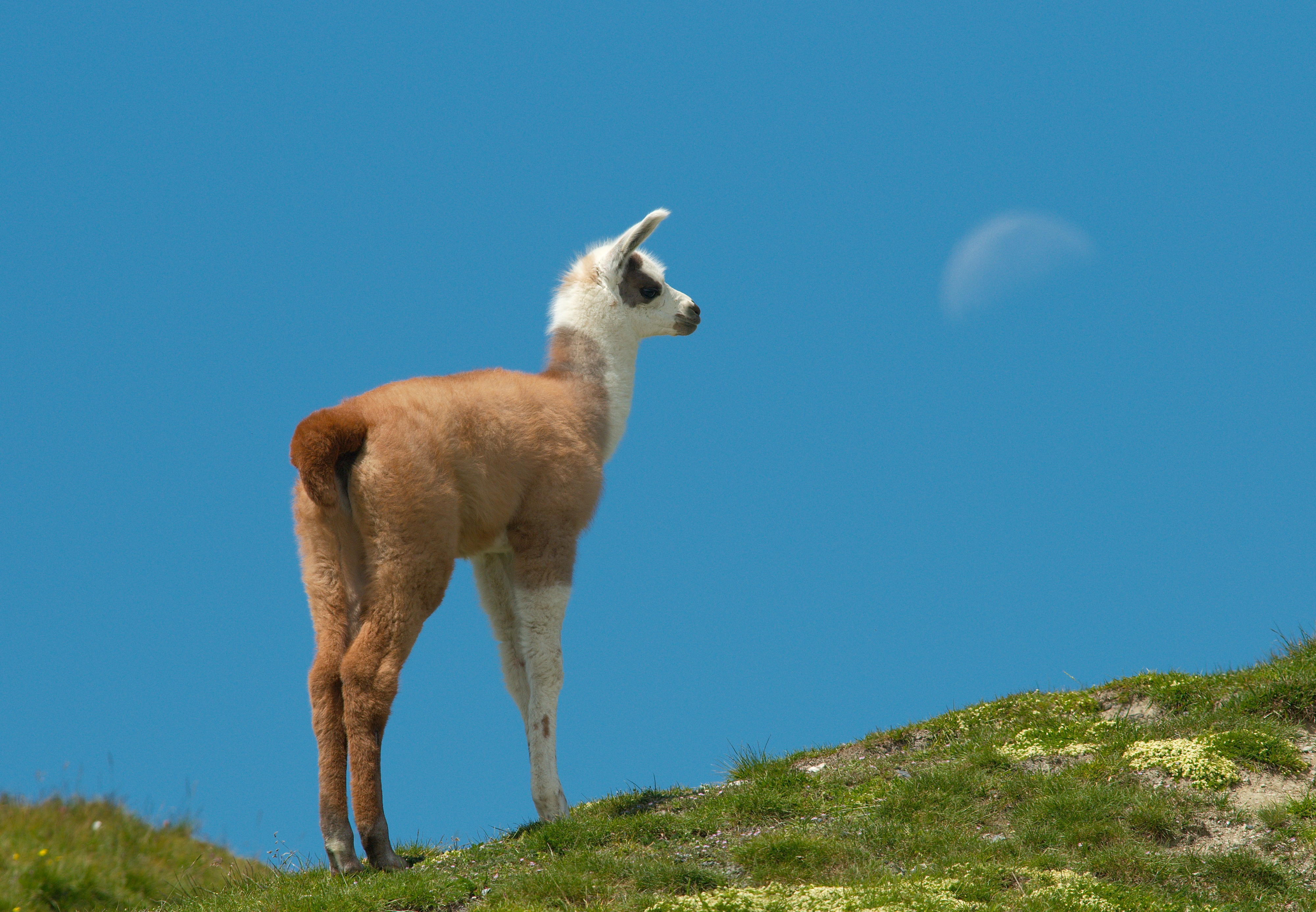
Un giovane lama nei pirenei francesi

I lama mangiano principalmente erbe, foglie, germogli di arbusti e alberi, licheni e funghi. A differenza dei cammelli in Africa e in Asia che stanno per giorni o settimane senza acqua, gli altri lama sudamericani ed i loro parenti hanno bisogno di bere acqua regolarmente.

## Nella cultura di massa
Essendo un animale importante e un'icona culturale di lunga data in Sud America, i lama hanno acquisito importanza culturale nella storia recente nella cultura occidentale. 
- Appare nel primo dei quattro segmenti del 6° classico Disney Saludos Amigos
- L'Imperatore Kuzco, protagonista del 40° classico Disney Le follie dell'imperatore, viene trasformato in un lama.
- La serie di giochi The Sims ha ampiamente utilizzato i lama come elementi di gioco[12].
- Il linguaggio di programmazione Perl con il suo cosiddetto libro Llama book è stato associato a tale animale[13].

## Galleria storica

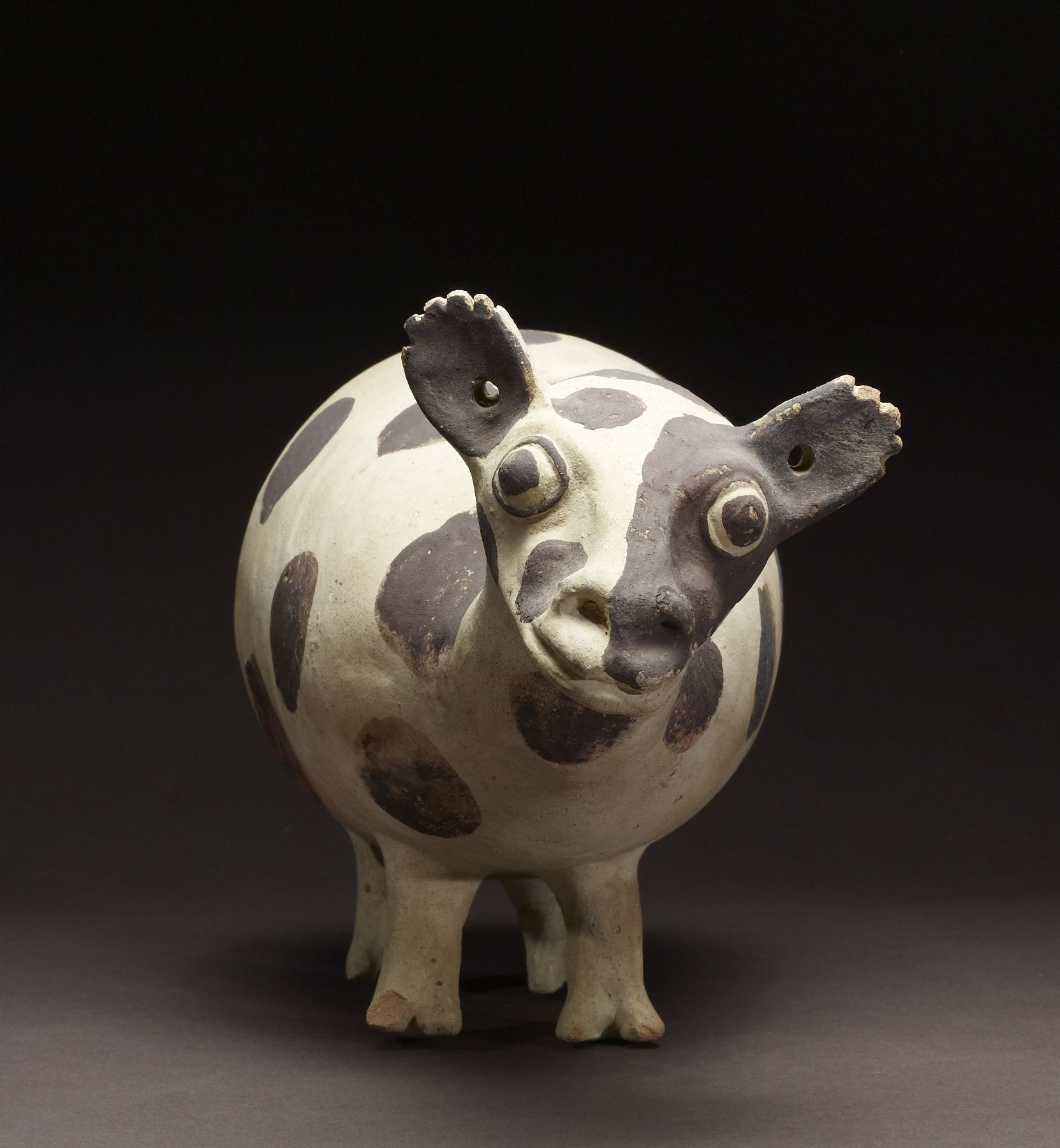
Questa scultura, originaria della valle del Chancay e dell'adiacente regione di Chillón (Periodo Tardo Intermedio), cattura la naturale curiosità del lama[14].
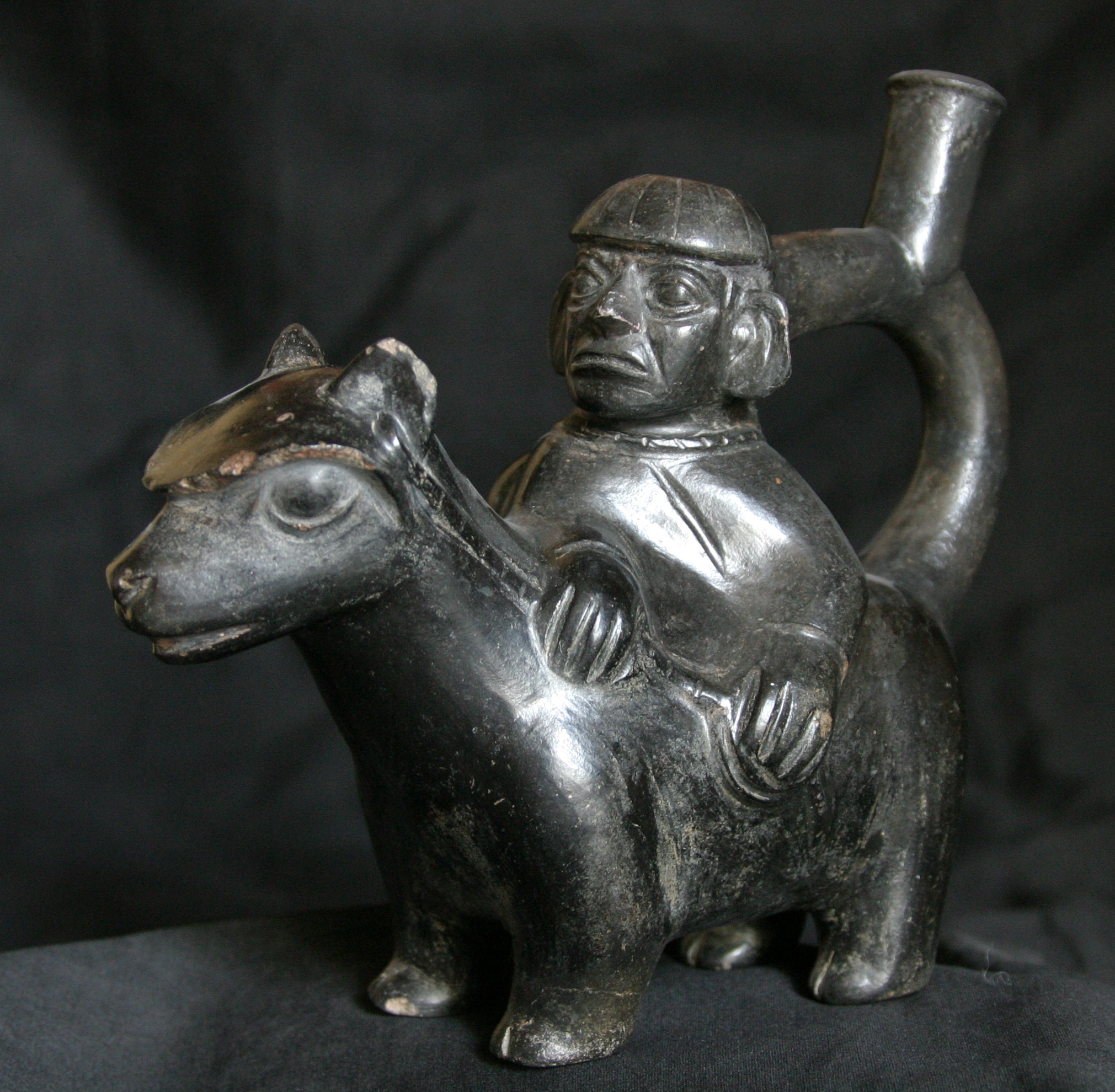
Una scultura Moche, datata 100–300 d.C. (Periodo Alto Intermedio)
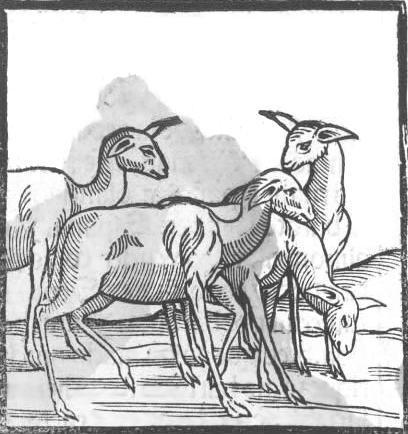
La prima immagine di lama in Europa, 1553